# Feinschluck
Feinschluck ist ein Gemeindeteil des Marktes Thalmässing im Landkreis Roth (Mittelfranken, Bayern). Feinschluck liegt in der Gemarkung Landersdorf.

## Lage
Die Einöde liegt am Südhang der Reuther Platte in einem Seitenhochtal, das rechts der Thalach in die Jura-Hochfläche der Südlichen Frankenalb hineinragt. Von der Kreisstraße RH 33 führt von Göllersreuth aus eine 2006 neugebaute Gemeindeverbindungsstraße um die Reuther Platte herum nach Feinschluck.

## Ortsnamensdeutung
Die ältesten Ortsbezeichnungen sind „Flintslucche“ und „Vientesluch“. Die Bezeichnung kommt vom althochdeutschen „luck“ für „Höhle, Wohnstätte“, verbunden mit dem Personennamen „Vient“ (althochdeutsch „fient“ für „Feind“).

## Geschichte
„Fintslucche“ tritt erstmals um 1130 urkundlich in Erscheinung: Karolus de Hebingen und Odalrich von Inningen gaben Güter in Feinschluck an das Kloster Berchtesgaden. Für diese und weitere Schenkungen in der Umgebung unterhielt das Kloster eine Propstei in (Groß-)Höbing, Mönchshöbing (= Kleinhöbing) genannt. 1411 verkaufte das Kloster Berchtesgaden diese Besitzungen an das Kloster Kastl; 1416/17 bewirtschaftete ein Jacob Nuber den „Feinsluck/Feinsluch“-Hof. 1457 ging der Hof mit Mönchshöbing an das Eichstätter Domkapitel über. Die Einöde stellte damit Fremdbesitz im markgräflich-ansbachischen Oberamt Stauf-Landeck dar, das die hohe Gerichtsbarkeit ausübte. Mit der Durchsetzung der Reformation im Oberamt Stauf nahmen auch die Untertanen in Feinschluck den lutherischen Glauben an. Die Dorf- und Gemeindeherrschaft übte, durch den Rezess von 1736 zwischen Eichstätt und Ansbach noch einmal bestätigt, das Domkapitel zu Eichstätt aus.
Gegen Ende des Alten Reiches, um 1800, unterstand die Einöde mit ihren beiden Halbhöfen hochgerichtlich nach wie vor dem Oberamt Stauf-Landeck. Die Dorf- und Gemeindeherrschaft lag beim domkapitlischen Richteramt. Kirchlich gehörte die Ansiedlung zur evangelischen Pfarrei St. Michael in Thalmässing. Johann Caspar Bundschuh beschreibt die Einöde 1800 folgendermaßen: „Eichstättischer zum Domkapitelschen Richteramte in Eichstätt gehöriger Einödhof, der aber nunmehr auf 2 Besitzer zerschlagen ist, mit einem diesen 2 Halbbauern gemeinschaftlichen Stadel...“
Im Königreich Bayern wurde Feinschluck Teil des  Steuerdistrikts Waizenhofen. Am 17. August 1818 wurde die Ruralgemeinde Landersdorf gebildet, der neben den beiden Kirchdörfern Landersdorf und Göllersreuth die Einöden Feinschluck, Hundszell und Kätzelmühle angehörten. Diese Gemeinde war ab 1. Oktober 1809 dem Landgericht Raitenbuch, ab 1812 dem Landgericht Greding.
1870 hießen die beiden Bauern Feinschlucks Johann Schneider und Georg Rusam. 1875 wurden an Großvieh drei Pferde und 23 Stück Rindvieh gehalten (2014 standen im Schluckerhof 19 Kühe). Die Kinder gingen nach Landersdorf zur Schule, heute besuchen sie die Grundschule in Thalmässing. Anfang des 20. Jahrhunderts bestand Feinschluck nach wie vor aus nur zwei Anwesen, erst 1950 aus drei Wohngebäuden.
Am 1. Juli 1971 wurde die Gemeinde Landersdorf und damit der Weiler Feinschluck in den Markt Thalmässing eingegliedert.

### Einwohnerentwicklung
- 1818: 14 (2 „Feuerstellen“ = Haushaltungen, 2 Familien)[18]
- 1823: 14 (2 Höfe)[19]
- 1846: 17 (2 Häuser, 3 Familien)[20]
- 1871: 16 (8 Gebäude)[21]
- 1900: 17 (2 Wohngebäude)[22]
- 1937: 17 Protestanten, keine Katholiken[23]
- 1950: 21 (3 Höfe)[24]
- 1961: 12 (2 Wohngebäude)[25]
- 1970: 8[26]
- 2015: 7[27]

## Freizeit
Von Thalmässing aus führt der 17 Kilometer lange Wanderweg Nr. 5 über Landersdorf und Feinschluck weiter nach Kleinhöbing und über den Landeck zurück nach Thalmässing.